# Richard Paterson

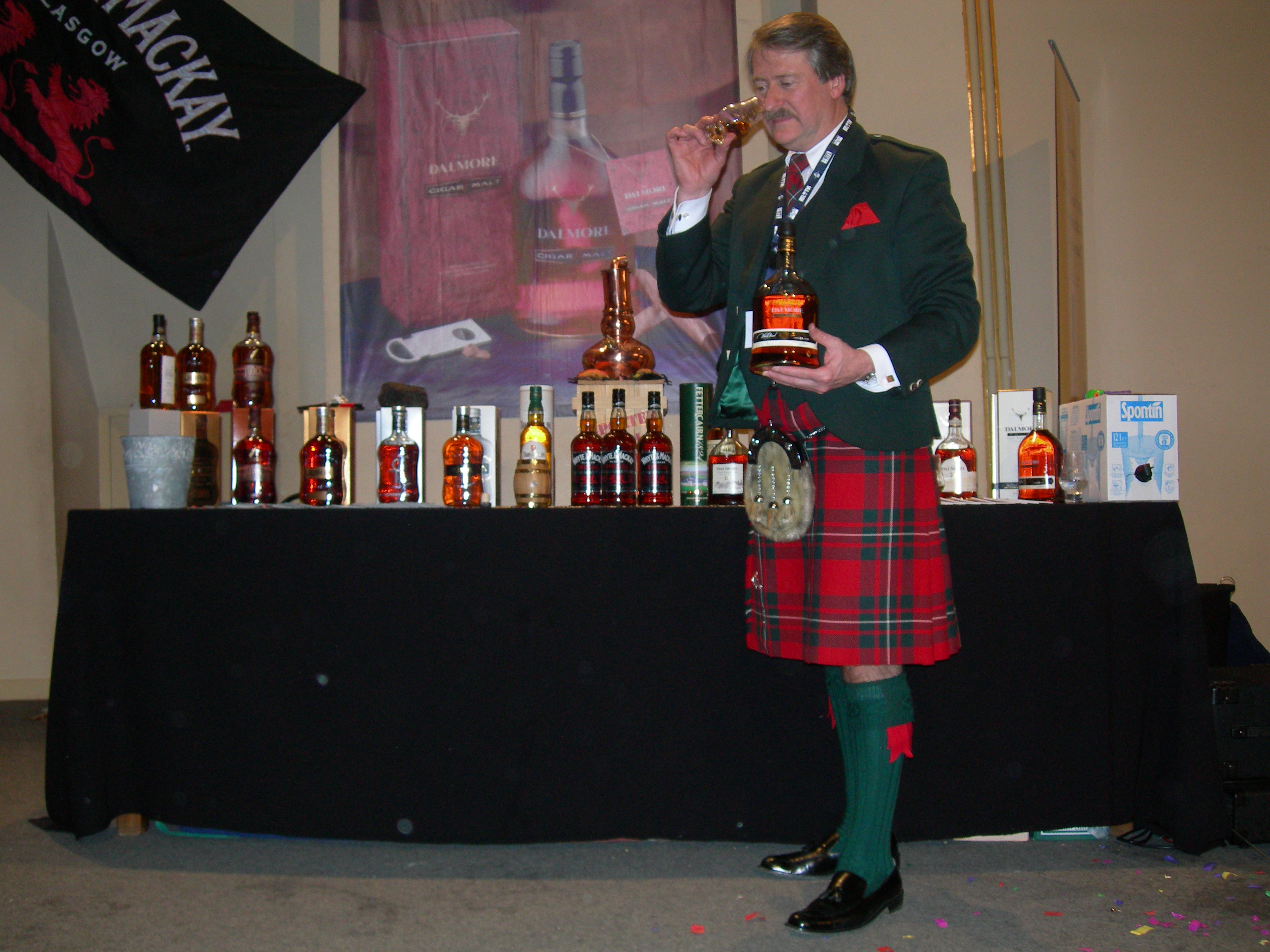
Richard Paterson auf der Messe „Whisky Live“ in Verviers (Belgien) am 17. März 2006

Richard „The Nose“ Paterson (* 31. Januar 1949 in Glasgow) ist ein Meister-Whisky-Blender, der für Whyte and Mackay (Glasgow/Schottland) arbeitet.

## Leben
Richard Paterson ist einer der bekanntesten Meister-Whisky-Blender der Welt. Schon im Alter von nur 26 Jahren wurde er Meister-Blender. Sein erstes Glas Whisky soll er im Alter von 8 Jahren von seinem Vater, einem Whisky-Blender und Händler, erhalten haben. Er begann seine Karriere 1966 als Produktionsassistent bei A. Giles & Company Whisky Blenders & Brokers. Dort lernte er die Kunst des Blending, bevor er zu seinem jetzigen Arbeitgeber Whyte and Mackay, einem der führenden Erzeuger und Verkäufer von Scotch Whiskys, wechselte.
Im Jahr 2007 wurden im McMurdo-Sund Kisten mit unversehrtem Whisky gefunden, welche 1907, hundert Jahre zuvor, bei der Antarktisexpedition von Ernest Shackleton in dessen Expeditionshütte eingelagert wurden. Der Whisky stammte aus der Destillerie Mackinlay, deren Nachfolger zu Whyte and Mackay gehören. Elf Flaschen konnten geborgen werden, von welchen drei mit dem Privatjet Vijay Mallyas, dem damaligen Besitzer von Whyte and Mackay, nach Schottland geflogen wurden um diese dort weiter zu untersuchen. Richard Paterson wurde damit beauftragt, den damaligen Blend so nah wie möglich nachzuahmen. Dies gelang und der Whisky konnte erfolgreich als „Mackinlay's Shackleton Whisky“ in den Handel gelangen.
Paterson ist Autor des Buches „Goodness Nose: The Passionate Revelations of a Scotch Whisky Master Blender“. Er ist wohl der einzige Meister-Blender, der je in einem Manga aufgetreten ist.

## Zitat
Berühmtes Zitat (beim Nosing eines Whiskys): hello … how are you … quite well, thank you very much